# Bewbush
Bewbush – dzielnica miasta Crawley w Anglii, w hrabstwie West Sussex, w dystrykcie Crawley. Leży 16 km od miasta Redhill. W 2016 miejscowość liczyła 9601 mieszkańców.